# Tomáš Fabián
Tomáš Fabián (Mladá Boleslav, 10 settembre 1989) è un calciatore ceco, centrocampista del Kosmonosy.

## Palmarès

### Club

#### Competizioni nazionali
- Coppa della Repubblica Ceca: 1

Mlada Boleslav: 2010-2011